# Хасавов, Дагир Зиявдинович
Дагир Зиявдинович Хасавов (17 апреля 1959, с. Брагуны, Гудермесский район, Чечено-Ингушская АССР, РСФСР, СССР) — российский адвокат, управляющий партнёр адвокатского бюро «Дагир Хасавов и партнёры» — ДРАКОНТА, г. Москва, помощник члена (до 29 ноября 2011 года — председателя) Комитета Совета Федерации по социальной политике Валентины Петренко. Кандидат исторических наук. Член Королевского института арбитров CIArb. Арбитр Центра арбитражного и третейского разбирательства Национальной палаты предпринимателей Республики Казахстан.

## Служба в армии, образование, учёные степени
- В 1977—1979 годах проходил срочную службу во Внутренних войсках МВД СССР.
- В 1982 году с отличием окончил Львовскую среднюю специальную школу подготовки начсостава МВД СССР.
- В 1987 году окончил Киевскую высшую школу МВД СССР имени Ф. Э. Дзержинского.
- Кандидат исторических наук (2002, тема диссертации «Разработка и реализация российского законодательства в области предпринимательства и положения промышленных рабочих в конце XIX — начале XX вв.» - независимым сообществом Диссернет в работе выявлены массовые заимствования из других источников, плагиат.[1][2]
- Участник ликвидации последствий аварии на Чернобыльской АЭС.
- Награждён Президиумом Адвокатской палаты города Москвы почётной грамотой «За высокий профессионализм и верность адвокатскому долгу» (2009) и юбилейной медалью «25 лет аварии на Чернобыльской АЭС» (2011).
- Владеет русским, кумыкским, чеченским и турецким языками.

## Биография
- В 1982—1993 — непрерывная служба в органах внутренних дел, в том числе с 1987—1993 годах в Центральном аппарате МВД Туркменистана.
- С 1994 года занимается юридической практикой.
- В 1996 году учредил и возглавил первую частную адвокатуру в Туркменистане.
- В 2002 году получил статус адвоката (Москва) и вступил в Московскую межрегиональную коллегию адвокатов.
- С 2003 года — заместитель директора Института прав человека.
- В 2009 года открыл и возглавил адвокатское бюро «Дагир Хасавов и партнёры» — ДРАКОНТА в Москве.

## Известные дела
В Туркменистане:
- В 2000 году защищал интересы Мурада Шихмурадова (племянника Бориса Шихмурадова), по самому громкому процессу в Туркменистане того времени, обвинённого вместе с Баллыевым и Каризовым в умышленном убийстве.
- В 2002—2003 годах представлял интересы Дениса Иванченко, русскоязычного гражданина Туркменистана, арестованного в Москве для выдачи по запросу Генеральной Прокуратуры Туркменистана. В 2003 году Европейский суд по правам человека зарегистрировал обращение адвоката по данному факту, после чего его подзащитный был выпущен из СИЗО.

В России:
- В 2005 году представлял интересы компании «DESKA ORMAN ÜRÜNLERİ» (Турция) в Международном Коммерческом Арбитражном суде при Торгово-Промышленной палате России, где поддерживал иск против ООО «Торговый дом „Малтат“» (правопреемник Evraz Group) о взыскании 372 418 долларов США. Исковые требования решением суда были удовлетворены, а средства взысканы.
- В 2008 году — успешное дело по защите уроженцев Северного Кавказа, задержанных по подозрению в участии в незаконных вооружённых формированиях и распространении экстремистской литературы в Астрахани. Этой истории был посвящён отдельный выпуск программы «Новое расследование с Николаем Николаевым» на телеканале RTVi.[3]. Уголовное дело было прекращено и все семеро задержанных были выпущены на свободу.
- В 2008 году в Арбитражном суде Москвы выигран процесс против Государственной Налоговой Инспекции о возмещении крупной суммы НДС турецкой компании «ОМСАН Ложистик».
- В 2009 году в Арбитражном суде Московской области выигран процесс против «Knauf Insulation» (Германия) в интересах турецкой компании «Бета-Тек», в результате которого с Ответчика было взыскано более одного миллиона евро.[4]
- В 2009 году по заявлению адвоката было возбуждено гражданское дело в Хамовническом районном суде против турецкой компании, отказавшейся оплатить адвокатский гонорар «за успех». Общая сумма присуждённого составила более 10 млн рублей.
- В 2010 году — участие в процессе в Арбитражном суде Москвы и в апелляционной инстанции в интересах «Пальмира груп» (Россия/Турция) против «Балабановской реалбазы» (правопреемник Ruukki (Финляндия)). Взысканная сумма составила около 20 миллионов рублей.[5]
- В 2010 году в Арбитражном суде города Санкт-Петербурга и Ленинградской области представлял интересы компании «Бета-Тек» (Турция) по иску к Nissan о взыскании крупной суммы задолженности. Ответчик признал и оплатил сумму долга и на основании данного соглашения производство по делу было прекращено.[6]
- В 2010—2011 годах защищал в Федеральной Антимонопольной Службе Московской области интересы компании «Fresh Technologies», представители которой были вызваны в ФАС по частному заявлению о нарушении закона о рекламе. В марте 2011 года дело было прекращено в связи с тем, что было доказано отсутствие состава административного правонарушения в рекламном слогане компании.
- В 2011 году несколько корреспондентов интернет-издания «Кавказский узел» объявили забастовку в связи с тем, что работодатель в одностороннем порядке изменил условия оплаты их труда.[7] Как сообщает «Росбалт», один из бастующих корреспондентов попал в реанимацию, где ему диагностировали сердечный приступ.[8][9] Руководство «Кавказского узла» при этом отказывалось выплачивать зарплату за прошедший месяц и не хотело брать на себя расходы по реабилитации здоровья одного из корреспондентов. После того, как адвокатом Хасавовым, к которому обратились корреспонденты, была предъявлена мотивированная претензия,[10] «Кавказский узел» в течение двух дней погасил всю задолженность и предложил корреспондентам новые, улучшенные условия труда.
- В 2011 выступил адвокатом активиста «Другой России», художника Дмитрия Путенихина (Матвея Крылова), обвинявшегося за оскорбление прокурора Алексея Смирнова (активист плеснул в прокурора водой из бутылки). После двухмесячного пребывания в ИВС, Путенихин был приговорён к семи месяцам исправительных работ за оскорбление представителя власти при исполнении служебных обязанностей. И осуждённый, и адвокат заявили, что полностью удовлетворены вынесенным приговором.
- В 2012 году начал представлять интересы турецкой строительной компании «Бора Иншаат», возводившей, в частности, комплекс зданий «Грозный-Сити» (г. Грозный, ЧР) и со скандалом покинувшей республику[11]. Все претензии со стороны Чеченской республики были сняты в рамках досудебного урегулирования спора.
- В 2013—2014 гг. вёл нашумевшее в СМИ дело о подпольных мусульманских банкирах.[12] Защищал гражданина Турции, задержанного по подозрению в незаконной банковской деятельности.
- 11 марта 2014 года выиграл процесс в Фокинском районном суде г. Брянска у учредителя областной общественно-политической газеты «Комсомолец Брянска» Панихина В. А. по иску «О защите чести, достоинства и деловой репутации» члена Совета Федерации, Председателя комитета по социальной политике СФ РФ Рязанского Валерия Владимировича.[13]
- 21 января 2015 года в Приволжском районном суде г. Казани защитил интересы гражданина Турции Мурата Угура против известного турецкого «ЯПЫ КРЕДИ БАНКА МОСКВА». Суд отклонил заявление о принятии обеспечительных мер на имущество в виде квартиры в г. Москве Мурат Угура, стоимостью около 1 000 000 долларов США. Этим решением обеспечена успешная защита, заложенного иностранным гражданином имущества в качестве гарантии возврата, выделяемого кредита.

### Московская соборная мечеть
В апреле 2010 года авторы проекта реконструкции и строительства Московской Соборной мечети архитекторы И. Тажиев и А. А. Колентеев обратились за адвокатской помощью в связи с нарушением договора заказчиком, инвестором и пользователем данного объекта Духовным Управлением Мусульман Европейской части России (ДУМЕР).
Авторы проекта были отстранены от объекта, не имели возможности осуществлять авторский надзор и участвовать в реализации собственного проекта, что привело к серьёзным нарушениям строительных норм. Эти нарушения, в свою очередь, привели к появлению трещин несущих колонн, осадке конструктивной части возводимой мечети, и угрозе её полного обрушения.
Попытки урегулирования конфликта были проигнорированы Равилем Гайнутдином, и после необходимых консультаций с духовными лидерами Северного Кавказа был начат ряд судебных процессов против ДУМЕР.
Вслед за выходом 1 ноября 2010 года на первой полосе газеты «Московский комсомолец» статьи «Главная мечеть Москвы может рухнуть», Совет муфтиев России через свой сайт распространил обращение к «Испуганным и пугающим», в котором назвал клеветой утверждения архитектора Тажиева и его доверенных лиц о многочисленных нарушениях при возведении Соборной мечети Москвы и пояснил, что сам он был якобы отстранён от проекта «в связи с выявленными в результате экспертизы 2009 года ошибками».
По этому факту адвокат Хасавов сказал:

Сегодняшним заявлением о том, что Тажиев был отстранён от проекта, Совет муфтиев вынес приговор самому себе. У меня на руках документы правительства Москвы, подтверждающие авторство Тажиева.
— Интерфакс
Примерно в то же время ситуацию с конфликтом вокруг строительства мечети осветил и федеральный канал «Россия-2».
По заявлению Совета муфтиев России было возбуждено гражданское дело о защите чести, достоинства и деловой репутации архитектора Тажиева в Мещанском районном суде. В эфире радиостанции «Вести ФМ» прозвучал призыв к мусульманам приостановить спонсирование строительства мечети
Дело было закончено признанием иска ответчиком и подписанием мирового соглашения об опровержении недостоверных фактов, распространённых через официальный сайт Совета Муфтиев России. Однако ответчик до сих пор не выполнил условий мирового соглашения, тем самым заставив возбудить исполнительное производство по делу.
Кроме того, в интересах ООО «Аверспроект» второго архитектора мечети А. А. Колентеева в Арбитражном суде Москвы было возбуждено дело против корпорации «Инжтрансстрой» и ДУМЕР в качестве соответчика. Судом было принято решение о взыскании в пользу клиента адвоката суммы в размере почти 65 млн рублей.
В Мещанском районном суде было возбуждено третье дело, теперь уже о защите авторских прав архитекторов. Одним из Ответчиков по данному делу также является ДУМЕР. Рассмотрение дела было назначено на 23 августа 2011 года.
В феврале 2012 года адвокат архитекторов обратился к мэру Москвы Сергею Собянину и прокурору столицы Юрию Семину с просьбой изучить вопрос вокруг строительства мечети. В заявлении, в частности, говорится:

Прошу изучить правовую ситуацию, сложившуюся со строительством комплекса соборной мечети, с целью недопущения угрозы жизни людей в результате возведения этого объекта с массовыми нарушениями законодательства Российской Федерации.
— Комсомольская правда
Он также призвал вернуть ситуацию «в правовое русло» с тем, чтобы продолжить строительство «столь важного и значимого объекта» под контролем авторов проекта Игоря Тажиева и Алексея Колентеева, «успокоить общественность и дать веру мусульманам не только в России, но и других стран, что объект будет построен без угрозы жизни людей России, а выделенные спонсорские и другие пожертвования будут использованы по назначению».

## Союз мусульман России
3 ноября 2011 года в интервью агентству «Интерфакс» Дагир Хасавов заявил о планах создания Совета имамов России и Союза мусульман России.
Он заявил, что необходимость создания Совета имамов России отчасти продиктована сносом исторической соборной мечети Москвы. По его словам, «имамы устали от лжи, с ними не считаются, они чувствуют себя неудобно перед прихожанами».
Касаемо же учреждаемого им Союза мусульман России, он пояснил:

Ко мне очень много мусульман обращаются — татарские, кавказские общины. Есть в этом необходимость. Внутри этой общественной организации будет действовать и правозащитный центр.
— Интерфакс

### Пропаганда судов шариата
Дагир Хасавов выступает за легализацию в России суда шариата. В апреле 2012 года в интервью телеканалу «РЕН-ТВ» заявил:

Мы считаем, что мы у себя дома. Возможно, вы чужие. Мы у себя дома и будем устанавливать те правила которые нас устраивают, хотите вы того или нет. Любые попытки изменить это обойдутся кровью. Тут будет второе мёртвое озеро. Мы зальём город кровью.
— Интервью на телеканале «РЕН-ТВ» на YouTube
Руководитель пресс-службы Верховного суда России Павел Одинцов прокомментировал слова Дагира Хасавова следующим образом:

Утверждения Дагира Хасавова о тотальном недоверии наших граждан, в том числе и мусульманского вероисповедания, к судебной системе страны абсолютно беспочвенны и не соответствуют действительности… А вообще человеку, имеющему статус адвоката, следовало бы взвешивать свои публичные заявления.
— Интерфакс
Глава Чеченской Республики Рамзан Кадыров в своём заявлении осудил высказывание Хасавова:

Мы крайне удивлены и, если быть до конца откровенными, крайне возмущены провокационными высказываниями Хасавова. Мы нисколько не сомневаемся в том, что они носят заказной характер.
— РБК
Уголовное преследование адвоката Дагира Хасавова, обвинённого в экстремизме в связи с его заявлениями о необходимости введения в России шариатского суда, прекращено. В результате проверки Генпрокуратуры ранее было установлено, что «заявления адвоката направлены на возбуждение ненависти и вражды, а также на унижение человека или группы лиц по признакам отношения к религии (исламу), и могут считаться призывами к осуществлению экстремистской деятельности»

## Телепрограмма «ЖКХ»
С 2010 года адвокат Дагир Хасавов является постоянным участником социальной программы «ЖКХ» на «Первом канале».

## Защита прав Религиозной организации мусульман Калининграда
С 2014 года адвокат Дагир Хасавов становится защитником прав и интересов мусульманской общины Калининграда и представляет Религиозную Организацию мусульман г. Калининграда во всех судебных органах по делу о строительстве в этом городе религиозно-культурного центра — Мечети.
История калининградского долгостроя длится уже не первое десятилетие. С инициативой строительства мечети калининградские мусульмане выступили в 1993 году. Место строительной площадки переносилось из одного района города в другой несколько раз. Как только выдавалось разрешение на строительство, начинались протесты жителей окрестных микрорайонов, выделялось новое место, и все повторялось.
В 2009 году мэрия выделила два участка и подъездную дорогу на территории парка «Южный», рядом с музеем «Фридландские ворота». К строительству приступили в декабре 2010 года.
В декабре 2013 года строительство было приостановлено. Основанием послужил судебный иск, поданный музеем «Фридландские ворота» и прокуратурой.
1 апреля 2014 года Московский районный суд Калининграда признал незаконным постановление о выделении участков, поскольку эта территория относится к рекреационной зоне, а также попадает в границы охранной зоны объекта культурного наследия регионального значения. Глава же города Александр Ярошук, несмотря на то, что здание религиозно-культурного центра — мечети построено уже на 80 %, предлагает мусульманской общине компенсацию уже понесённых расходов из областного бюджета и говорит о праве рассчитывать на другой участок.
В августе 2014 года представители мусульманской общины Калининграда направили президенту Владимиру Путину письмо с просьбой проверить законность запрета и пересмотреть все решения.
Дальнейшее обжалование решения Московского районного суда Калининграда от 1 апреля 2014 года осталось безуспешным. Право на мечеть было утрачено.
Одной из последних попыток обжаловать решение о запрете строительства мечети в Калининграде стала кассационная жалоба мусульман в Верховный Суд Российской Федерации. В ноябре 2014 года ВС РФ отказал в передаче жалобы РОМ г. Калининграда для рассмотрения в Судебную коллегию ВС РФ. Опираясь на судебное решение, местные власти потребовали сноса здания, построенного на 80 %.
В данный момент адвокат Дагир Хасавов — представитель мусульманской общины — пытается добиться разрешения на завершение строительства через Европейский суд по правам человека в Страсбурге (ЕСПЧ).
О масштабной дезинформации граждан со стороны местных властей и о фактическом положении дел в вопросе, связанном с лишением прав мусульман Калининграда на единственную мечеть в городе, об актуальном и важном для мусульман — интервью адвоката Дагира Хасавова для АНСАР (февраль 2016): 

«Новую мечеть в Калининграде построят для новой организации».— Аnsar.ru

Снос мечети в Калининграде будет расцениваться как акт вандализма.— Ansar.ru

Российский адвокат направил в ЕСПЧ уведомление об «акте вандализма» в отношении мусульман.— IslamNews.ru
Данное дело является одним из самых резонансных в Российской Федерации в части защиты прав мусульман, так как впервые заявление Религиозной организации мусульман против Российской Федерации, поданное адвокатом Дагиром Хасавовым, зарегистрировано в Европейском суде по правам человека.
Центральный районный суд Калининграда обязал городскую администрацию возместить религиозной организации мусульман более 66 млн рублей убытков, понесённых в ходе строительства мечети в Южном парке. По мнению Дагира Хасавова, тем самым администрация «признала незаконность судебных решений по запрету строительства мусульманского храма».
Скандал со строительством в областном центре мечети готов выйти на новый виток. Защитник строительства, московский адвокат Дагир Хасавов утверждает, что уже готовы все материалы для обращения в Европейский суд по правам человека (ЕСПЧ). Губернатор Николай Цуканов же проводит посвящённые мигрантам и мечети совещания, закрытые не только от прессы, но и от части самих мусульман

## Дело сотрудника УФМС
С 2014 по 2016 гг. в Замоскворецком районном суде г. Москвы Дагир Хасавов осуществляет защиту инспектора УФМС по г. Москве, задержанного УБЭП и ПК за получение взятки за непроведение административного расследования в отношении ООО «АМА-Пресс». Доказав несостоятельность обвинения по этому составу преступления, добивается переквалификации дела на более мягкую статью.
Защита долгое время настаивала на подтверждении факта провокации. Адвокат Дагир Хасавов подал апелляционную жалобу, в которой привёл все подтверждающие провокацию факты и потребовал реабилитации фигурантов. 8 июня двое сотрудников ФМС Олег Махов и Михаил Яковлев, которые на протяжении двух лет пытались доказать, что были задержаны в результате провокации сотрудников Управления экономической безопасности и противодействия коррупции, вышли из изолятора на свободу.

## Ситуация с нарушением прав в Таджикистане
22 января 2016 года
В связи с событиями, произошедшими в Таджикистане, а именно арестом всей верхушки оппозиционной партии («Партия Исламского Возрождения Таджикистана»), обвиняемой в организации преступного сообщества (ст.187 УК Т), терроризме (ст. 179 УК Т) и др. ст. УК Таджикистана), а также их адвокатов, Дагиру Хасавову пришлось вылететь в эту страну по необходимости изучения ситуации на месте. Адвокат вместе с делегацией правозащитников из Турции побывал в Международном отделе Генеральной прокуратуры Таджикистана и посетил МИД этого государства.
Видео-материалы:
1. Турция прикрикнула на Таджикистан: Душанбе едва не арестовал адвокатов политзаключённых;
2. Политзаключенным в Таджикистане грозит высшая мера: приключения адвокатов в Душанбе;
3. Таджики хотят вырваться из информационного вакуума. — Дагир Хасавов;
4. Всю жизнь руководить своим народом… — это плохо заканчивается — Дагир Хасавов;
5. Журналисты спрашивали меня, не боюсь ли я задержания (в Таджикистане) — Дагир Хасавов;
6. Народ в унизительном положении у себя дома и на чужбине они пришельцы — Дагир Хасавов;
7. Они пытаются не выпустить людей с мест лишения свободы — Дагир Хасавов;
8. Права Таджиков ограничиваются национальным правом — Дагир Хасавов.
15 февраля 2016
Адвокат Дагир Хасавов прилетел в Стамбул для завершения работы по оказанию правовой поддержки арестованным членам ПИВТ. Участвовал в подготовке доклада по фактам пыток, убийств и других нарушений прав человека в Таджикистане. Присутствовал на пресс-конференции по ситуации в Таджикистане и презентации вышеуказанного доклада мировой общественности.
Видео-материалы по теме: интервью Дагира Хасавова по окончании пресс-конференции в Стамбуле , Дагир Хасавов об итогах визита в Таджикистан.

## Участие по приглашению в совещании ОБСЕ, посвящённому человеческому измерению 2016

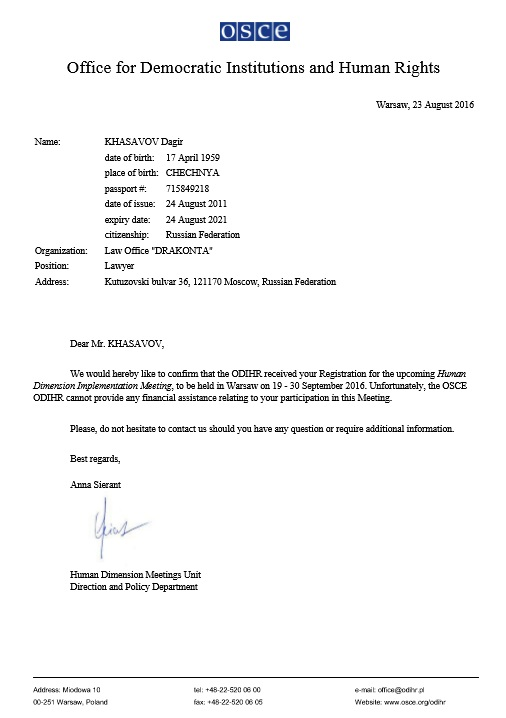
Приглашение ОБСЕ (фото 1)

Заседание по реализации мер по вопросам человеческого измерения (HDIM) — это крупнейшая ежегодная европейская конференция по вопросам прав человека и демократии. Она проводится Бюро по демократическим институтам и правам человека ОБСЕ (БДИПЧ). 20 сентября 2016 года Дагир Хасавов по приглашению (фото 1) прибывает в столицу Польши, Варшаву для того, чтобы выступить в защиту фундаментальных прав и свобод таджикского народа.
В то же время делегация правительства Таджикистана покидает стены здания, где проходила конференция о положении дел с политзаключёнными и политическими убийствами в Таджикистане. Власть Эмомали Рахмона, являющаяся главным источником экстремизма в Таджикистане и роста радикальных настроений среди молодёжи, по утверждению Дагира Хасавова, не способна на демократические преобразования и ведёт страну в бездну хаоса и беспредела.

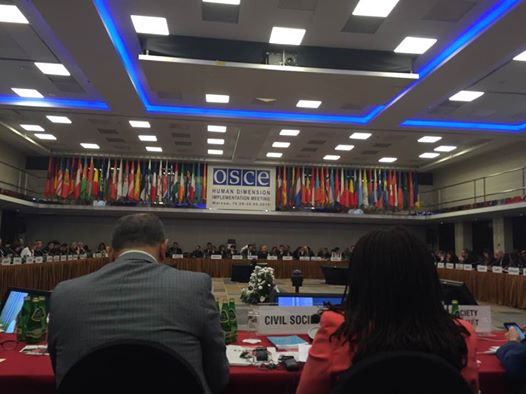
заседание ОБСЕ по правам беженцев и по проблемам, связанным вопросами работорговли

Поездка получилась насыщенной. Дагир Хасавов встретился и познакомился с именитыми правозащитниками, провёл ряд знаковых встреч, также принял участие на заседании по правам беженцев и по проблемам, связанным вопросами работорговли.
Краткая реплика Дагира Хасавова, предшествующая основным выступлениям, на конференции по положению политзаключённых и состоянию гражданского общества в Таджикистане в одном из залов ОБСЕ в Варшаве. Выступление о правах граждан Таджикистан на заседании большого комитета ОБСЕ. Работы в рамках защиты прав политзаключённых в Таджикистане.

## Защита имама московской мечети «Ярдям» шейха Махмуда Велитова
В Москве 11 июля 2016 года был арестован известный мусульманский деятель, шейх Махмуд Велитов, и доставлен в следственное управление по СВАО ГСУ СК России по г. Москве на Марьиной Роще. Велитову предъявлено обвинение по части 1 статьи 205.2 УК РФ (Публичные призывы к осуществлению террористической деятельности или публичное оправдание терроризма). Старший помощник руководителя Московского управления Следственного комитета Юлия Иванова сообщила, что 23 сентября 2013 года во время проведения молитв в мечети, расположенной по улице Хачатуряна, Велитов публично произнёс речь, оправдывающую деятельность одного из участников террористической организации «Хизб ут-Тахрир аль-Ислами». Дагир Хасавов становится защитником имама. 12 июля 2016 года Бутырский районный суд г. Москвы по ходатайству следователя Бутырского МРСО г. Москвы избрал в отношении обвиняемого Велитова Махмуда Абдулхаковича, состоящего в должности председателя совета и одновременно являющегося имамом религиозной организации мусульман мечети «Ярдям» Духовного управления Мусульман Сибири (Омского муфтията), — меру пресечения в виде домашнего ареста сроком на 1 (один) месяц 15 суток, то есть до 27 августа 2016 года. Домашний арест предполагает наличие электронного браслета для слежки за соблюдением обвиняемым избранной меры пресечения. Однако, в связи с тем, что Махмуд Велитов перенёс в начале года тяжёлую операцию и электронные приборы могли бы негативно повлиять на работу его сердца, сотрудники ФСИН не стали надевать на обвиняемого электронный браслет. Адвокат Дагир Хасавов подал апелляционную жалобу на постановление Бутырского районного суда г. Москвы, которым Велитова отправили под домашний арест. Рассмотрение указанной жалобы было назначено на 2 августа 2016 года в Мосгорсуде. Хотя защита заинтересована в прозрачности и открытости этого расследования, следствие по непонятным причинам решило засекретить уголовное дело имама мечети в Отрадном «Ярдям» Махмуда Велитова. Шейх Махмуд, дабы не пытались очернить религиозную организацию «Ярдям», написал заявление об отставке с поста председателя.
Дагир Хасавов на своей странице в фейсбуке опубликовывает видео с пояснения самого Махмуда Велитова и двух его дочерей о том, как происходило задержание шейха.
2 августа 2016 Мосгорсуд оставляет под домашним арестом имама Махмуда Велитова. После суда Дагир Хасавов заявил о намерении обратиться в Европейский суд по правам человека:

Я принял решение получить аргументированную часть этого определения суда и затем подготовить жалобу в президиум Мосгорсуда. Конечно, параллельно готовится обращение в ЕСПЧ, перед которым мы поставим вопрос о незаконности самого задержания религиозного деятеля.— Islamnews.ru

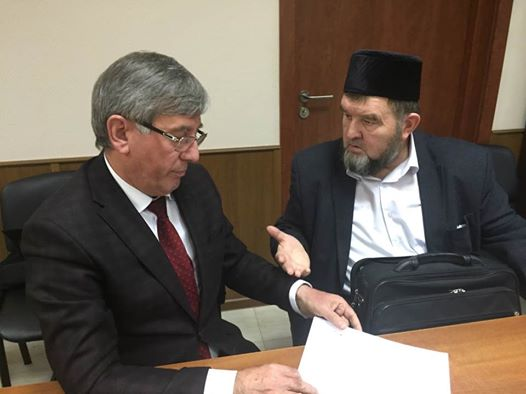
С шейхом Махмудом Велитовым в ожидании решения судьи Бутырского районного суда г. Москвы.

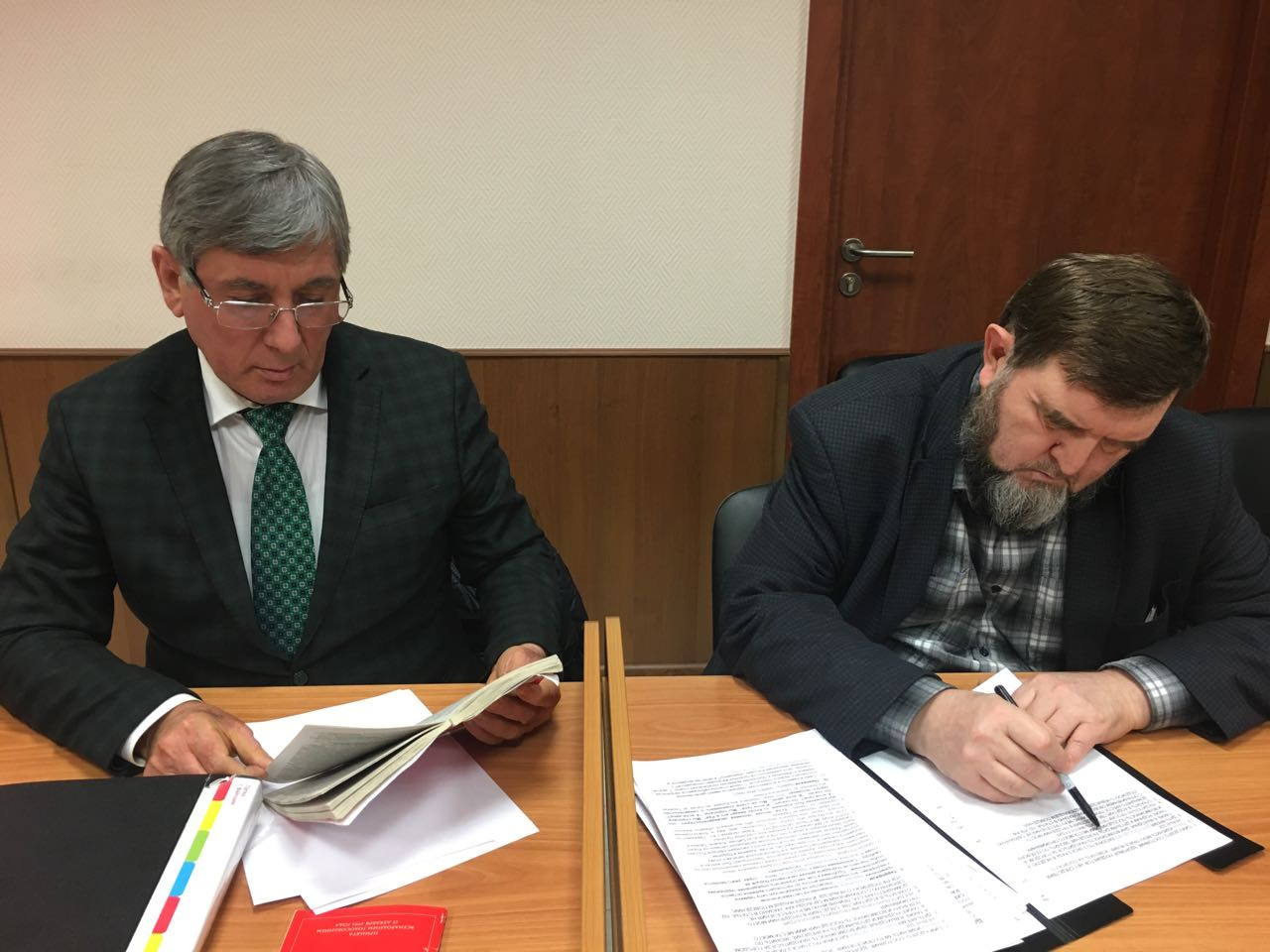
Бутырский районный суд г. Москвы. Дагир Хасавов и Махмуд Велитов

Сбербанк России заблокировал счёт имама московской мечети в районе Отрадное Махмуда Велитова за экстремистскую деятельность. В банке отказались пояснить, по решению какого органа было принято решение о блокировке. Махмуд Велитов обращается к российским имамам и муфтиям с просьбой проверить его хутбу (проповедь) на предмет экстремизма. Однако московскую мечеть в Отрадном посчитали «слишком отдельной». Следствие направило в Бутырский районный суд г. Москвы ходатайство о продлении домашнего ареста имама Велитова на два месяца и 25 августа 2016 года суд удовлетворил ходатайство, продлив домашний арест до 27 октября, это решение было обжаловано адвокатом в Мосгорсуде. Однако Мосгорсуд отклоняет апелляционную жалобу 15 сентября 2016 и решает оставить Махмуда Велитова под домашним арестом. Следствие просит продлить ещё на 2 месяца домашний арест имама мечети «Ярдям» Велитова и 25 октября Бутырский районный суд г. Москвы продлевает меру пресечения в виде домашнего ареста до 27 декабря 2016 г.. Рассмотрение апелляционной жалобы защиты на данное постановление в Мосгорсуде назначили на 22 ноября 2016 года. И Мосгорсуд в очередной раз отклоняет жалобу защиты на домашний арест Махмуда Велитова. 19 декабря 2016 года Бутырский районный суд смягчил избранную меру пресечения шейху Махмуду Велитову, расширив границы возможного передвижения. Однако 22 декабря 2016 года Бутырский районный суд Москвы продлил срок домашнего ареста Велитову до 27 февраля. На это решение была подана апелляционная жалоба. Дагир Хасавов 27 декабря 2016 года сообщил о том, что следствие переквалифицировало обвинение Велитову на более тяжкое с части 1 на часть 2 статьи 205.2 УК (Публичные призывы к осуществлению террористической деятельности или публичное оправдание терроризма), добавив такой квалифицирующий признак как использование интернета. 9 января 2017 года Московский городской суд признал законным продление срока домашнего ареста в отношении имама Махмуда Велитова. 21 февраля следствие смягчило меру пресечения с домашнего ареста на подписку о невыезде обвиняемому шейху Махмуду Велитову, предварительное следствие по делу завершилось. Также обвинение переквалифицировано на более мягкое — с ч. 2 ст. 205.2 Уголовного кодекса РФ («Публичное оправдание терроризма с использованием СМИ») на ч. 1 ст. 205.2 УК РФ («Публичное оправдание терроризма»).Защита завершила ознакомление с материалами по уголовному делу в отношении имама Махмуда Велитова. Материалы уголовного дела направлены в Московский окружной военный суд (МОВС) для рассмотрения их по существу. В Московском окружном военном суде 11 апреля 2017 в 12:00 началось первое заседание по существу уголовного дела в отношении Велитова.Имам московской мечети Махмуд Велитов не признаёт вину в инкриминируемом ему преступлении. В ходе первого заседания суда по делу обвиняемого в публичном оправдании терроризма имама московской мечети «Ярдям» Махмуда Велитова адвокат Дагир Хасавов подал ходатайство о заслушивании той проповеди, на основе которой началось преследование имама. Также Хасавов настаивает на допросе экспертов, которые давали психолого-лингвистическую экспертизу высказываниям имама.Московский окружной военный суд 13 апреля продолжит слушания по делу в отношении имама Махмуда Велитова. Заседание Московского окружного военного суда, которое проходило 14 апреля 2017, закончилось отказом от своих прежних обвинительных показаний двух важных свидетелей по делу имама Велитова. МОВС принял согласованное сторонами процесса решение о проведении прений сторон по делу 21 апреля. В Московском окружном военном суде (МОВС) проходят прения сторон по делу. Гособвинение просит назначить наказание в три года и шесть месяцев колонии для Махмуда Велитова, обвиняемого в публичном оправдании терроризма. Дагир Хасавов, адвокат имама столичной мечети «Ярдям» Махмуда Велитова просит Московский окружной военный суд вынести оправдательный приговор. Сам Махмуд Велитов, выступивший в суде с последним словом, свою вину не признал. Московский окружной военный суд 28 апреля 2017 г. огласит приговор в отношении настоятеля московской мечети «Ярдям» шейха Махмуда Велитова.
Последнее слово московского имама Махмуда Велитова.
Московский окружной военный суд приговорил имама Махмуда Велитова к 3 годам колонии общего режима.

«Я считаю приговор несправедливым, будем его обжаловать в вышестоящих судебных инстанциях, а если и там не найду справедливости, то обращусь в Европейский суд по правам человека»,— заявил «Ъ» адвокат имама Дагир Хасавов.— Коммерсант.ru
Кроме того, защита намерена пожаловаться в Организацию Исламского сотрудничества.
Дагир Хасавов, адвокат имама московской мечети «Ярдям» Махмуда Велитова, сообщает о резком ухудшении здоровья своего подзащитного в условиях СИЗО. Престарелый имам не получает медикаменты, у него появились серьёзные боли в сердце. Также адвокат сообщает, что к Мухмуду Велитову ни разу не пришёл врач. Имам, перенёсший инфаркт и инсульт, является инвалидом II группы.
Защита Махмуда Велитова 5 мая 2017 г. подала апелляционную жалобу в судебную коллегию по делам военнослужащих Верховного суда РФ. 10 мая Хасавов навестил Велитова в столичном следственном изоляторе № 1 и заявил, с каждым днём нахождения в СИЗО здоровье Махмута Велитова ухудшается. После предыдущего визита Хасавова в «Матросскую тишину», Махмута Велитова перевели в спецблок. Там, по словам адвоката, хоть «и меньше белого света, зато есть горячая вода». Верховный суд РФ 1 августа рассмотрит жалобу защиты на приговор в отношении имама Махмуда Велитова. Имам столичной мечети Махмуд Велитов госпитализирован в больницу при СИЗО. Шейху Махмуду Велитову стало плохо. После медобследования его срочно госпитализировали во внутреннюю больницу СИЗО с болями в сердце. У него онемела нога.
Интервью Дагира Хасавова «Idel.Реалии».
Верховный суд проверит законность приговора имаму за оправдание терроризма.
В начале заседания суд отказал адвокату Дагиру Хасавову в заявлении об отводе прокурора Главной военной прокуратуры Сергея Бойко. Защитник мотивировал заявление об отводе тем обстоятельством, что ранее прокурор участвовал в заседании по обжалованию приговора в отношении имама Магомеднаби Магомедова. По мнению Хасавова, процессы в отношении Магомедова и Велитова взаимосвязаны и затрагивают вопросы защиты исламских ценностей, а Бойко подлежит отводу в связи с позицией, которую он выражал ранее.
Согласно доводам апелляционной жалобы, приговор в отношении Велитова подлежит отмене, поскольку он опирается на выводы комплексной психолого-лингвистической экспертизы, которая была проведена с нарушениями. При её проведении эксперты вышли за пределы своих полномочий, считает автор апелляционной жалобы.
На заседании Хасавов выделил основные моменты, свидетельствующие о несостоятельности выводов о виновности осуждённого. Как подчёркивал адвокат, в тексте худбы (пятничной молитвы, за прочтение которой был осуждён имам) Велитов ни разу не упомянул запрещённую в РФ террористическую организацию «Хизб ут-Тахрир». При этом упомянутый в худбе Абдулла Гаппаев официально не был признан террористом. Согласно материалам дела, причастность убитого мужчины к терроризму подтверждается оперативной справкой и публикацией на ресурсе запрещённой «Хизб ут-Тахрир». Адвокат отметил, что по факту убийства Гаппаева было возбуждено уголовное дело. ВС отказал в удовлетворении ходатайства о допросе сестры Гаппаева на заседании.
Хасавов выразил мнение, что обстоятельства совершения предполагаемого преступления были установлены без доказательств. Количество прихожан было оценено в 2 тысячи человек при вместимости мечети «Ярдам» 300 человек, факт использования микрофона точно установлен не был, пояснил защитник. Также адвокат выразил несогласие с арестом своего подзащитного в суде до вынесения приговора. Ранее Велитов находился под домашним арестом, а после был отпущен под подписку о невыезде.
Осуждённый имам принимал участие в заседании в порядке видеоконференцсвязи. Велитов выразил несогласие с приговором и рассказал об обстоятельствах своего задержания, проведённого «обманным» путем.
«Я переживал за убийство брата по вере, я не героизировал Гаппаева, а дал оценку его религиозной жизни», — заявил Велитов, отрицая наличие злого умысла и элементов запрещённого «политического ислама» при чтении пятничной молитвы в 2013 году. По словам имама, он никогда не пользовался информацией с запрещённых ресурсов.
По словам Хасавова, Велитов не произнёс ни единого слова об указанной партии, тем более о членстве там Гаппаева, потому как не обладал такими сведениями. Более того, по мнению адвоката, следствие не представило никаких законных доказательств того, что Гаппаев действительно был членом этой партии. Защитник имама в свою очередь заявил, что выводы психолого-лингвистической судебной экспертизы носят фальсифицированный характер.
По мнению защиты имама, в действительности со стороны обвиняемого имело место предусмотренное канонами ислама проведение религиозного обряда в отношении усопшего мусульманина, а именно чтение молитвы во имя прощения Создателем земных грехов умершего.
«В каких целях моего подзащитного изолировали от общества? Та молитва, за которую его осудили, была просто молитвой, не носящей в себе ничего криминального. Следствие ссылалось на источники в террористических организациях как на доказательство, это недопустимо. Я прошу освободить моего клиента, так как приговор был подписан только одним судьей, хотя решение принималось составом судей из трех человек. Я не могу понять, где подпись ещё двух судей на приговоре? Это говорит о том, что приговор не законен, а М.Велитова необходимо отпустить», — говорил защитник Дагир Хасавов.
Несмотря на то, что Адвокат осуждённого заявил в суде о том, что решение суда вынесено незаконно, Судебная коллегия по делам военнослужащих Верховного суда РФ определила приговор Московского окружного военного суда от 28 апреля в отношении Велитова оставить без изменения, а апелляционную жалобу защиты — без удовлетворения.
Приговор имаму московской мечети «Ярдям» Махмуду Велитову, который 1 августа Верховный суд России признал законным, будет обжалован не в президиуме Верховного суда, а в Европейском суде по правам человека, сообщил адвокат осуждённого, который намерен добиться отмены приговора в ЕСПЧ.
04 октября 2017 адвокат Дагир Хасавов направил жалобу в Европейский суд по правам человека. ЕСПЧ принял жалобу Махмуда Велитова В ЕСПЧ зарегистрированы и в ближайшее время будут рассмотрены жалобы от двух российских имамов — Велитова и Магомедова.
Имам московской мечети «Ярдям» Махмуд Велитов, осуждённый на три года колонии за публичное оправдание терроризма, помещён в тюремную больницу. 4 декабря 2017 года в Президиум Верховного суда Российской Федерации адвокатом подана надзорная жалоба, в которой он просит отменить приговор Московского окружного военного суда (МОВС) от 28 апреля 2017 года и апелляционное определение судебной коллегии по делам военнослужащих ВС РФ, а также прекратить производство по данному уголовному делу.
ЕСПЧ, признав предварительно приемлемой, отправленную Дагиром Хасавовым жалобу на незаконное осуждение имама Махмуда Велитова, фактически поставил перед российскими властями все обозначенные в жалобе вопросы, на которые необходимо ответить к середине мая 2018 года. Прежде всего ЕСПЧ интересует ответ на вопрос: «Не представляет ли осуждение имама вмешательство в его право на свободу религии или выражение мнения в соответствии со статьями 9 п.1 и 10 п.1 Конвенции?»
Советский районный суд Астрахани 5 февраля 2018 года отказался заменить на штраф срок неотбытого наказания имаму Махмуду Велитову.
Россия ответила на вопросы ЕСПЧ по жалобе осуждённого священнослужителя
Россия просит Европейский суд по правам человека (ЕСПЧ) отклонить жалобу настоятеля московской мечети «Ярдям» шейха Махмуда Велитова, приговорённого к трём годам колонии за публичное оправдание терроризма
Защита бывшего имама московской мечети «Ярдям» Махмуда Велитова, осуждённого к трём годам лишения свободы за публичное оправдание терроризма, просит у Европейского суда по правам человека (ЕСПЧ) взыскать с России €70 тыс. за нарушение прав осуждённого и причинённый ему моральный вред

## Защита экс-сотрудника ФСБ Влада Новикова
14 сентября 2016 года за юридической помощью к Дагиру Хасавову обратился бывший сотрудник ФСБ РФ В.Новиков, который был задержан сотрудниками Управления собственной безопасностью ФСБ. В тот же день был арестован сотрудник ФСБ РФ К.Краюхин. Дагир Хасавов считает, что возбуждённое дело о мошенничестве в отношении бывшего и действующего сотрудников ФСБ является очень странным. Комментарии адвоката Дагира Хасавова после суда в интервью для телерадиокомпании «Звезда».

«Мы обжаловали решение суда об аресте Новикова, считаем его незаконным и необоснованным», — сказал защитник.— ТАСС
Адвокат считает, что это внутрисистемный сговор, проплаченный руководством турецкой фирмы «ESTA CONSTRUCTION» с участием их юриста, и сообщает о намерении подать заявление в Следственный комитет с просьбой оценить действия турецкой компании.22 сентября, его подзащитному Новикову, который должен был уже 24-го числа того же месяца быть отпущен, предъявили обвинение в мошенничестве. 26 сентября 2016 года Московский окружной военный суд отклонил апелляционную жалобу адвоката Дагира Хасавова на незаконный арест В.Новикова.

«Новиков не имеет никакого отношения к этому преступлению. Все обстоятельства говорят о том, что это дело сфабриковано», — отметил адвокат.— РАПСИ
Суд удовлетворил ходатайство следствия о продлении ранее избранной меры пресечения в отношении обвиняемых сотрудника УФСБ по Москве и Московской области Карена Краюхина и бывшего сотрудника этого управления Владислава Новикова до 6 декабря. 24 ноября 2017 Московский окружной военный суд оставил в силе продление содержания под стражей бывшего сотрудника ФСБ. Однако в деле арестованных за мошенничество бывших сотрудников ФСБ возможен поворот обвинения в сторону заявителя — юриста турецкой компании В.Кочергина и его родственника из ФСБ, так как в рамках расследования дела получены новые доказательства невиновности подзащитного адвоката Д.Хасавова. Фигурант дела о мошенничестве Краюхин, давая показания следствию, изложил совсем другую версию событий и объяснил происхождение переданных ему денег. Московский гарнизонный военный суд удовлетворил ходатайство следствия и продлил меру пресечения в виде ареста В.Новикову до 6 февраля. Московский гарнизонный военный суд 3 февраля рассмотрит ходатайство следствия о продлении ареста бывшего сотрудника Федеральной службы безопасности Влада Новикова. Срок следствия по делу обвиняемых в мошенничестве на 5 млн рублей сотрудника УФСБ по Москве и Московской области Карена Краюхина и бывшего сотрудника этого управления Владислава Новикова продлён до 6 апреля. Защита обжаловала продление ареста В. Новикову. Однако, несмотря на то, что Адвокат Дагир Хасавов настаивал на непричастности своего подзащитного к инкриминируемому ему преступлению и просил суд избрать Новикову меру пресечения в виде подписки о невыезде, 17 февраля 2017 г. Московский окружной военный суд (МОВС) признал законным продление срока содержания под стражей в отношении бывшего оперуполномоченного управления Федеральной службы безопасности (ФСБ) по Москве и Московской области Владислава Новикова. Срок предварительного следствия по делу продлён до 6 апреля.Московский гарнизонный военный суд 3 апреля рассмотрит ходатайство следствия о продлении ареста бывшего и действующего сотрудников Федеральной службы безопасности (ФСБ) Влада Новикова.Срок следствия по делу бывшего сотрудника Федеральной службы безопасности (ФСБ) Влада Новикова продлён до 6 июня.
Следственными органами принят гражданский иск потерпевшей стороны на 10 миллионов рублей в рамках дела бывшего и действующего сотрудников Федеральной службы безопасности (ФСБ) Влада Новикова и Карена Краюхина, обвиняемых в получении 5 миллионов рублей от турецкой строительной компании Esta Construction за решение проблемы со строителями-нелегалами.
Завершено предварительное следствие в отношении сотрудника управления ФСБ по Москве и Московской области Карена Краюхина и его бывшего сослуживца Владислава Новикова. Московский гарнизонный военный суд продлил до 18 июля арест Карену Краюхину и Владиславу Новикову. Прокуратура подписала обвинительное заключение, материалы дела поступили в суд для рассмотрения по существу. Московский гарнизонный военный суд 19 июля приступит к рассмотрению по существу уголовного дела в отношении бывшего и действующего сотрудников Федеральной службы безопасности (ФСБ) Влада Новикова.Московский гарнизонный военный суд на 24 июля отложил рассмотрение по существу уголовного дела в отношении бывшего и действующего сотрудников Федеральной службы безопасности (ФСБ) Влада Новикова и Карена Краюхина, обвиняемых в получении 5 миллионов рублей от турецкой строительной компании Esta Construction за решение проблемы со строителями-нелегалами. Председательствующий судья в уголовном деле о мошенничестве в отношении бывшего сотрудника Федеральной службы безопасности (ФСБ) Влада Новикова и действующего сотрудника службы Карена Краюхина не удовлетворил ходатайство защиты об отводе. В ходе заседания представители Новикова и Краюхина заявили отвод судье по основаниям большого количества процессуальных нарушений, свидетельствующих, по мнению стороны, о предвзятости.
Суд по требованию адвокатов принял решение о принудительной доставке в суд одного из ключевых свидетелей — администратора турецкой фирмы Джана Чилика. Его показания, как считает защита обвиняемых, могут как минимум подтвердить алиби подсудимого Влада Новикова. Ранее суд отказывал в просьбе защиты на том основании, что свидетель — иностранец, однако адвокату удалось установить, что у господина Чилика имеется и российское гражданство. Другой важный свидетель, начальник службы безопасности турецкой компании Игорь Князев, уже дал в суде показания, заявив, что у турецких строителей нет претензий к подсудимому Новикову, поскольку на момент преступления они даже не знали о его существовании. «Ни я, ни моя компания ни в какие отношения с этим человеком не вступали, никаких переговоров о возврате денег мы с ним не вели»,— отметил господин Князев.
Гособвинение просит приговорить к семи годам колонии действующего и бывшего сотрудников ФСБ Карена Краюхина и Влада Новикова, обвиняемых в получении взятки в 5 млн рублей от турецкой компании Esta construction. 1 декабря 2017 г. Московский гарнизонный военный суд приговорил к 4,5 и 5 годам колонии общего режима бывшего и действующего сотрудников Федеральной службы безопасности (ФСБ) Влада Новикова и Карена Краюхина Дагир Хасавов намерен обжаловать приговор. Защита бывшего сотрудника Федеральной службы безопасности (ФСБ) Влада Новикова обжаловала приговор Московского гарнизонного военного суда.
21 февраля 2018г Московский окружной военный суд оставил в силе приговор сотрудникам ФСБ Карену Краюхину и Владу Новикову по делу о мошенничестве."Печальный итог, закрепляющий нарушения прав и свобод наших подзащитных. Но путь к истине мы продолжим как в вышестоящих национальных судах, так и в Европейском суде по правам человека", — прокомментировал решение адвокат Дагир Хасавов.

## Защита имама мечети «Восточной» в Хасавюрте Магомеднаби Магомедова
По версии следствия, Магомедов в феврале 2016 года в Хасавюрте выступил перед собравшейся в мечети группой лиц с речью, содержащей публичное оправдание терроризма.
Уголовное преследование Магомедова вызвало общественный резонанс. По словам Дагира Хасавова, высказывания имама Магомедова, расцененные как поддержка терроризма и разжигание ненависти, на самом деле были неверно интерпретированы. Северо-Кавказский окружной военный суд 24 октября 2016 года признал имама мечети «Восточная» в совершении инкриминируемых преступлений и назначил наказание в виде 5 лет в колонии-поселении. Этот приговор был обжалован в Судебной коллегии военнослужащих Верховного суда РФ, которая 26 января 2017 снизила Магомедову наказание до 4,5 лет. Защитник Дагир Хасавов продолжает настаивать на отсутствие состава преступления в действиях имама и недостоверности судебной экспертизы, установившей наличие призывов к осуществлению террористической деятельности и оправдание терроризма в выступлении Магомедова.
26 июля 2017 г. адвокат Дагир Хасавов направил жалобу на нарушение судами Российской Федерации, трёх статей Конвенции о защите прав и свобод человека. в Европейский суд по правам человека. А 23 ноября 2017 в Президиум Верховного суда Российской Федерации защитой подана надзорная жалоба на приговор Северо-Кавказского окружного военного суда от 24.10.2016 г. и апелляционное определение Судебной коллегии по делам военнослужащих Верховного Суда Российский Федерации от 26.01.2017 г.

## Защита обвиняемых в экстремизме
Вечером 6 декабря сотрудники спецслужб провели крупномасштабную спецоперацию в Москве и Подмосковье по задержанию подозреваемых в экстремизме и пособничестве терроризму. Следственное управление ФСБ по московскому региону возбудило дело по статье «Организация деятельности террористической организации и участие в деятельности такой организации». Следователи обратились в Мещанский суд Москвы с ходатайством об аресте задержанных. Мещанский суд 7 декабря, арестовал задержанных накануне за подозрения в экстремизме людей до 30 января 2017 года. Всего было арестовано 12 человек. Все они обвиняются по части 2 статьи 205.5 УК Рф «Участие в деятельности, признанной в России террористической».
27 апреля 2017 Мещанский районный суд в очередной раз продлил срок ареста шести возможным участникам террористической группы, якобы готовившим серию взрывов в столице на новогодние праздники. Срок нахождения под стражей 11 фигурантам по делу установлен до 6 декабря 2017 г. Московский окружной военный суд (МОВС) приговорил к десяти годам колонии одного из 12 уроженцев Средней Азии, обвиняемых в участии в террористической организации, Жоодарбека Токтомуратова. приговором остались недовольны как осуждённый, так и его защита и 14 декабря судебная коллегия по делам военнослужащих Верховного суда РФ пересмотрит приговор Токтомуратова.

## Защита публициста Гулий Виталия Валентиновича
Гулий В. В. был задержан вечером 28 января 2017 г., когда он хотел вылететь по телеграмме о тяжёлом состоянии его матери из Москвы, из аэропорта Домодедово в Кишинёв (Молдавия). Уголовное дело в отношении Виталия Гулия было возбуждено Главным следственным управлением (ГСУ) Следственного комитета РФ по Москве после выхода в свет его книги «Подножие российского Олимпа. Штрихи к портрету современного чиновника». Тираж книги составил 500 экземпляров, 50 из которых автор подарил друзьям, ещё 400 следователи изъяли из издательства «Алгоритм». Следствие предъявило ему обвинение по ч. 1 ст. 282 УК РФ («Возбуждение ненависти либо вражды»). Уже 30 января 2017 года в результате рассмотрения аргументов адвоката Дагира Хасавова, Виталий Валентинович был выпущен под подписку о невыезде. Следственные действия продолжаются, 3 февраля Дагир Хасавов планирует ознакомиться с экспертизой, которая признала текст экстремистским.
Психолого-лингвистическая судебная экспертиза, проведённая в Московском исследовательском центре, подтвердила наличие в книге, а именно в главе под названием «Евреи во власти», Виталия Гулия, обвиняемого в экстремизме, признаков возбуждения ненависти и вражды в отношении определённой группы лиц. При этом, согласно выводам экспертизы, в тексте не содержится побуждения к совершению каких-либо действий в отношении представителей определённой группы лиц по какому-либо дискриминирующему признаку. В отношении экс-чиновника избрана мера пресечения в виде подписке о невыезде. Предварительное следствие в отношении бывшего представителя президента РФ в Сахалинской области Виталия Гулия, обвиняемого в экстремизме, завершено.
Сам Виталий Гулий уверен, что всё это месть со стороны его «любимых персонажей книги». По словам автора, всё описанное было его личным наблюдением в бытность занимаемой им самим высокой должности, дополненным данными из открытых источников. Относительно обвинения, предъявленного Следственным комитетом, автор настаивает, что никогда не был антисемитом.
Прокуратура утвердила обвинительное заключение по делу бывшего представителя президента РФ в Сахалинской области Виталия Гулия. 4 мая 2017 г. Басманный суд Москвы в закрытом режиме проведёт заседание по делу Виталия Гулия. Басманный районный суд Москвы вернул в прокуратуру дело в отношении бывшего полномочного представителя президента РФ в Сахалинской области Виталия Гулия. Басманный районный суд Москвы зарегистрировал апелляционное представление государственного обвинителя на постановление о возврате в прокуратуру дела Виталия Гулия. 21 июня 2017 г. Мосгорсуд признал законным решение о возврате в прокуратуру дела бывшего полномочного представителя президента РФ в Сахалинской области Виталия Гулия. 20 июля 2017 Хорошевский суд Москвы рассмотрит заявление о восстановлении срока подачи апелляционной жалобы по делу бывшего заместителя полпреда президента РФ в Дальневосточном федеральном округе Виталия Гулия. Хорошевский суд Москвы восстановил срок подачи апелляционной жалобы по делу Виталия Гулия, обвиняемого в возбуждении ненависти.
ЧИНОВНИК-ЭКСТРЕМИСТ: ЧТО ТАКОГО НАПИСАЛ ГУЛИЙ В КНИГЕ, ЧТО ЕЕ ЗАПРЕТИЛИ?
Адвокат узнал случайно о включении книги Гулия «Подножие российского Олимпа. Штрихи к портрету чиновника» в список запрещённой Минюстом литературы после того, как в мае этого года в СМИ появилась информация о том, что Хорошевский суд столицы 29 мая удовлетворил иск прокуратуры.Защита бывшего полномочного представителя президента РФ в Сахалинской области Виталия Гулия обжаловала решение Хорошевского суда Москвы о включении его книги о российских чиновниках в список экстремистской литературы. Апелляционная инстанция Мосгорсуда постановила рассмотреть заново дело о книге Гулия в составе трёх судей по правилам первичной инстанции. 8 ноября 2017 г. Мосгорсуд удовлетворил частично жалобу защиты, отменил решение Хорошевского районного суда, однако уже своим решением признал книгу «Подножие российского Олимпа. Штрихи к портрету современного чиновника» Гулий В. В. экстремистской.
КРЮЧКОТВОРЧЕСКОЕ «ДЕЛО ГУЛИЯ»
«ПРАВДА ПРИРАВНЕНА К ЭКСТРЕМИЗМУ?» Виталий Гулий, Дагир Хасавов

## Дело Варвары Карауловой
В дело по защите девушки допущен адвокат Дагир Хасавов, к которому обратился отец осуждённой. Дагир Хасавов ознакомился с материалами дела своей подзащитной и обнаружил в них данные о том, что у турецких спецслужб нет информации о связях Карауловой с ИГИЛ (деятельность организации запрещена на территории России по решению Верховного суда). Военная коллегия ВС РФ 22 марта рассмотрит апелляционную жалобу защиты на приговор в отношении бывшей студентки МГУ Александры Ивановой (Варвары Карауловой). 28 февраля Дагир Хасавов получает письмо от Варвары Карауловой, где наряду с благодарностью за начатую работу на столь позднем этапе, она просит прощения и сообщает о том, что «успела пройти большой путь…» со своими адвокатами и желает продолжения этого пути!
Адвокат сворачивает начатую работу в её защиту в апелляционном суде и позиция защиты Карауловой будет прежней.

## Интервью Дагира Хасавова «Медузе»
Адвокат Дагир Хасавов дал интервью спецкору российского новостного проекта «Meduza». Адвокат рассказал не только о позиции и видении дел обвиняемых в причастности к распространению экстремистских идей, но и поделился историями из своей жизни с Даниилом Туровским.

## Участие по приглашению в совещании ОБСЕ 2017
Адвокат Дагир Хасавов приглашён БЮРО ПО ДЕМОКРАТИЧЕСКИМ ИНСТИТУТАМ И ПРАВАМ ЧЕЛОВЕКА (БДИПЧ) на заседания ОБСЕ (12 сентября 2017), где ожидается его выступление по положению дел защитой прав мусульман! БДИПЧ — очень значимая, высшая ступень публичной площадки, для любого защитника прав и свобод человека.
БДИПЧ проделала большую работу по борьбе с исламофобией, разработала целую серию рекомендаций по противодействию нетерпимости и дискриминации в отношении мусульман, а потому для Дагира Хасавова важно сверить свою работу с европейскими стандартами и рекомендациями, пообщаться с коллегами из всех европейских стран с целью повышения собственного опыта и профессионализма.

## Защита врио премьер-министра Дагестана
В Адвокатское бюро «Дагир Хасавов и партнеры» — ДРАКОНТА, г. Москва обратились законные представители обвиняемого по части 4 статьи 159 УК РФ Юсуфова Раюдина Айдакадиевича, работавшего в должности ВРИО Председателя Правительства, министра экономики и территориального развития Республики Дагестан. Дагир Хасавов будет осуществлять защиту законных прав обвиняемого Юсуфова Р. А., с целью обеспечения гарантированных ему Конституцией РФ и нормами УПК РФ прав, как в следственных органах, так и в судах Российской Федерации. По решению Басманного суда г. Москвы 6 февраля 2018 г. Юсуфов Р. А. заключён под стражу до 5 апреля. Его подозревают в хищении денежных средств бюджета. Адвокат Дагир Хасавов обжаловав данное решение, просил суд изменить меру пресечения Раюдину Юсуфову на домашний арест. Защитник считает, что основанием для заключения под стражу экс-чиновника послужила лишь тяжесть предъявленного обвинения, однако обстоятельства дела и характеристика личности исследованы не были. Однако, 5 марта 2018 г. Мосгорсуд решил Постановление Басманного суда Москвы от 6 февраля 2018 года оставить без изменения, апелляционную жалобу защиты без удовлетворения. Имущество обвиняемых в крупных хищениях бывших высокопоставленных чиновников Дагестана и членов их семей в ближайшее время будет арестовано.
4 апреля Басманный суд Москвы рассмотрит ходатайство следователя о продлении обвиняемым срока ареста до 30 июня.
3 апреля 2018 г. Дагир Хасавов сообщил СМИ о том, что следствие предъявило бывшему временно исполняющему обязанности председателя правительства Республики Дагестан Абдусамаду Гамидову обвинение в превышении должностных полномочий. Бывшему чиновнику инкриминируется совершение преступления, предусмотренного пунктом «в» части 3 статьи 286 УК РФ (превышение должностных полномочий с причинением тяжких последствий). В настоящий момент он находится под арестом, как и другие фигуранты этого дела — бывшие временно исполняющий обязанности заместителя председателя правительства Дагестана Раюдин Юсуфов, министр образования региона Шахабас Шахов, а также временно исполняющий обязанности заместителя председателя правительства республики Шамиль Исаев. СК РФ подозревает одного из четверых фигурантов дела о мошенничестве при реализации социальных программ в Республике Дагестан, обвиняемых в хищении средств из бюджета республики, в причастности к убийству учредителя дагестанской газеты «Черновик» Хаджимурада Камалова.
Каких-либо убедительных аргументов в пользу продления ареста следствие не привело, однако Басманный районный суд 4 апреля 2018 решил продлить обвиняемым срок ареста до 30 июня.
Басманный суд Москвы наложил обеспечительный арест на имущество и недвижимость бывших чиновников Дагестана, которых обвиняют в хищении бюджетных средств.
Имущество бывшего дагестанского премьера и его заместителей, проходящих по делу о хищении бюджетных средств, арестовано судом.
17 мая 2018 г. в прямом эфире московский адвокат Дагир Хасавов раскрывает реальные факты дела Раюдина Юсуфова экс-вице-премьера Дагестана.
Мосгорсуд снял арест с имущества однофамильца Раюдина Юсуфова
Следственный комитет России (СКР) продлил расследование дела бывших чиновников Дагестана
В ноябре 2020 года Дагир Хасавов был признан Измайловским районным судом Москвы виновным в давлении на свидетеля по делу экс-премьера Дагестана Абдусамада Гамидова и его заместителя Раюдина Юсуфова и приговорен к шести годам колонии общего режим.
В ноябре 2021 года Европейский суд по правам человека (ЕСПЧ) принял к рассмотрению жалобу российского адвоката. Хасавов жалуется на бесчеловечное обращение и незаконное лишение свободы.

## Защита прав мусульман ХМАО
Мусульмане Ханты-Мансийского автономного округа пожаловались на притеснения со стороны росгвардейцев, по словам представителей общины, сотрудники Росгвардии издевались над ними, били, отрезали и даже поджигали бороды

## Обзор статей и интервью за 2015—2016 годы
Мнение Дагира Хасавова относительно актуальных проблем.
- Интервью Дагира Хасавова Кавполиту о деле об убийстве Немцова[500].
- Частное мнение адвоката известному изданию по использованному самодельному оружию при убийстве Немцова[501].
- Об амнистии в честь 70-летия победы в Великой Отечественной войне[502].
- Вопрос о деятельности коллекторских агентств[503].
- Особое мнение Дагира Хасавова для бизнес-портала «Компании России»[504].
- Ответы на вопросы читателей еженедельника «Аргументы Недели»[505].
- О том, чем может обернуться должникам уступка прав третьим лицам[506].
- Адвокат прокомментировал законопроект об ограничении выезда россиян за границу[507].
- Мнение Дагира Хасавова о народном суде в Интернете специально для канала «Россия 24»[508].
- О важности вопросов необходимой обороны[509][510].
- Об «антитеррористическом пакете» Яровой[511][512][513].
- Комментарий на решение ЦАО Москвы, о закрытии всех заведений в 23:00 в районе Патриарших[514].
- О ситуации с проводившимися полицией рейдами в детских садах Махачкалы[515].
- О проекте «Стоп харам» и его ведущем, активисте Исламе Исмаилове[516]
- Комментарии Дагира Хасавова о гибели мэра Сергиева Посада Евгения Душко[517][518][519][520]
- Интервью ALIF TV 2018. Точка зрения Дагира Хасавова относительно законодательного запрета на совершение намаза в неположенном месте в Казахстане[521].
- Интервью Дагира Хасавова в газете «Ёлдаш»[522]

## Громкое дело жестоко убитой Хувайдо
Громкое дело 5-летней Вайды год спустя: какое наказание ждет убийцу
— Sputniknews.ru
Защитником семьи убитой стал Дагир Хасавов
22 июля 2018 в Серпухове Московской области с детской площадки пропала 5-летняя девочка Хувайдо (сокращенно Вайда) Тиллозода. Спустя сутки тело девочки нашли в спортивной сумке возле железной дороги.
Поиски велись сотрудниками полиции и поисковыми отрядами волонтеров.
По горячим следам удалось задержать предполагаемого убийцу таджикской девочки. Им оказался 28-летний местный житель. Он заманил девочку к себе домой, убил ее, а затем вынес тело в сумке.
После ареста убийца начал изображать сумасшедшего, но и адвокаты, и общественные деятели считают – доказать это будет непросто. К тому же невменяемость не спасает от тюрьмы, если экспертиза установит, что злоумышленник отдавал отчет в совершаемом злодеянии.tj.sputniknews.ru/

Участковый проглядел педофила
— Sputniknews.ru
В Серпуховском городском суде огласили приговор бывшему участковому Георгию Кузнецову, который два года назад не возбудил дело против убийцы пятилетней Вайды . Суд назначил ему наказание в виде 10 месяцев исправительных работ с лишением права занимать должности госслужбы сроком на два года.
Как объяснил Хасавов, судья по своей инициативе осудила Кузнецова по части 1 ст. «Халатность» вместо части 2, так как посчитала, что халатность участкового никак не повлияла на совершение злоумышленником  преступления.

Адвокат погибшей пятилетней Вайды: своим приговором суд сделал экс-участковому подарок— mosregtoday.ru
Расследование уголовного дела в отношении преступника продолжается. Сейчас он помещен в психиатрическую больницу.